# Kjetil Strand
Kjetil Øvrelid Strand (født 2. oktober 1979 i Stavanger, Norge) er en norsk tidligere håndboldspiller, der spillede for den tyske Bundesligaklub Füchse Berlin. Han kom til klubben i 2007, efter at have tilbragt tre sæsoner i den danske Håndboldliga, hos henholdsvis Bjerringbro-Silkeborg og AaB Håndbold.

## Landshold
Strand spillede i en årrække for det norske landshold, som han fik debut for i år 2000. Siden da har han spillet over 60 kampe og scoret mere end 300 mål i landsholdstrøjen. Han deltog blandt andet på hjemmebane i Norge ved EM i 2008, hvor han var med til at besejre Danmark i de to holds første kamp.

## Eksterne links
- Spillerinfo